# Rio dos Sinos

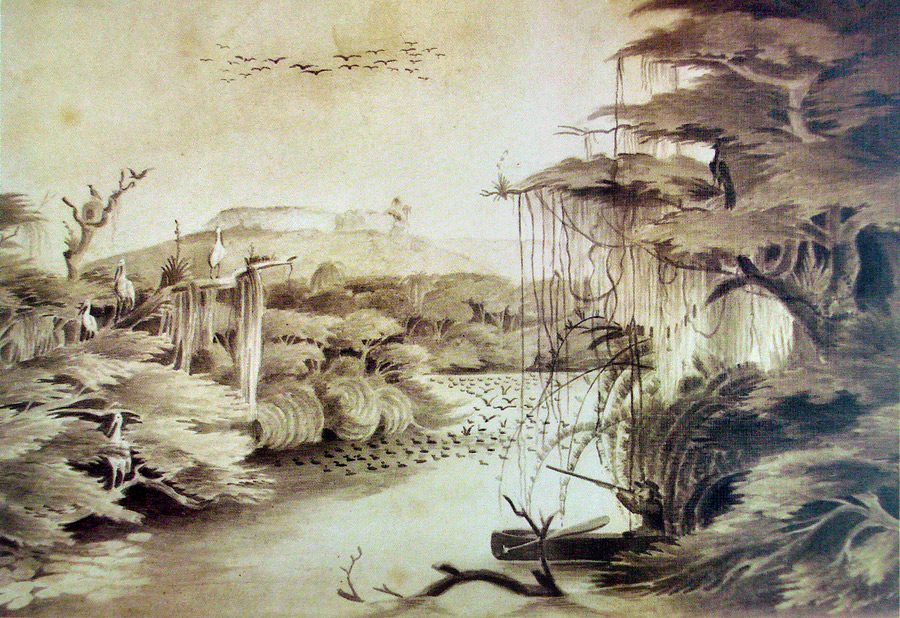
Le rio dos Sinos vers 1852, aquarelle d'Herrmann Rudolf Wendroth.

Le rio dos Sinos est un fleuve brésilien de l'État du Rio Grande do Sul.
Il naît dans les montagnes de Caraá (à 130 kilomètres de Porto Alegre) à une altitude supérieure à 600 mètres et suit un parcours d'environ 190 km, débouchant dans le delta du Jacuí, sur le territoire de la municipalité de Canoas, à un niveau d'à peine 5 mètres.
Le rio dos Sinos arrose plusieurs grandes villes du Rio Grande do Sul. C'est un fleuve très important pour l'État, car c'est le principal cours d'eau de la très économiquement active Vallée du Rio dos Sinos. C'est en remontant son cours que les colons allemands s'installèrent dans la région.

## Le bassin du rio dos Sinos
Le bassin hydrographique du rio dos Sinos possède une aire de 3 820 km2 et englobe, totalement ou partiellement, 32 municipalités. Ses principaux affluents sont les rios Rolante et Paranhana, avec divers autres de moindre importance.
Son cours peut être divisé en supérieur, moyen et inférieur : supérieur dans la région de sa source et inférieur dans celle où il se jette. Ci-dessous, les municipalités qu'il traverse :
- Cours supérieur : Caraá, Santo Antônio da Patrulha, Taquara ;
- Cours moyen :  Parobé, Sapiranga, Novo Hamburgo, Campo Bom, São Leopoldo, Portão ;
- Cours inférieur : Sapucaia do Sul, Nova Santa Rita, Esteio, Canoas.